# Federazione di baseball delle Isole Vergini Americane
La Federazione americo-verginiana di baseball (eng. Virgin Islands Baseball Federation) è un'organizzazione fondata per governare la pratica del baseball e del softball nelle Isole Vergini Americane.
Organizza il campionato maschile e di softball femminile, e pone sotto la propria egida la nazionale maschile e di softball femminile.